# Wingen-sur-Moder
 Wingen-sur-Moder (en alsacià Wínge) és un municipi francès, situat a la regió del Gran Est, al departament del Baix Rin. L'any 2004 tenia 1.617 habitants.
Forma part del cantó d'Ingwiller, del districte de Saverne i de la Comunitat de comunes de Hanau-La Petite Pierre.

## Demografia
| 1962  | 1968  | 1975  | 1982  | 1990  | 1999  |
| ----- | ----- | ----- | ----- | ----- | ----- |
| 1.232 | 1.458 | 1.539 | 1.550 | 1.551 | 1.484 |

## Administració
| Període   | Identitat        | Partit |
| --------- | ---------------- | ------ |
| 1947-1963 | Auguste Klein    |        |
| 1963-1971 | Félix Schneider  |        |
| 1972-1989 | Roger Deiningen  |        |
| 1989-     | Gérard Fischbach |        |

## Personatges il·lustres
- Edouard Teutsch, polític alsacià.